# 裴自立
裴自立（1993年—），香港民主派人士，北炮同盟成員，前東區區議會健康村選區議員。2019年香港區議會選舉中，他參選東區健康村選區，最後打敗在位12年的民建聯鄭志成，成功當選。

## 議會問政

### 政府突取消監警會會議

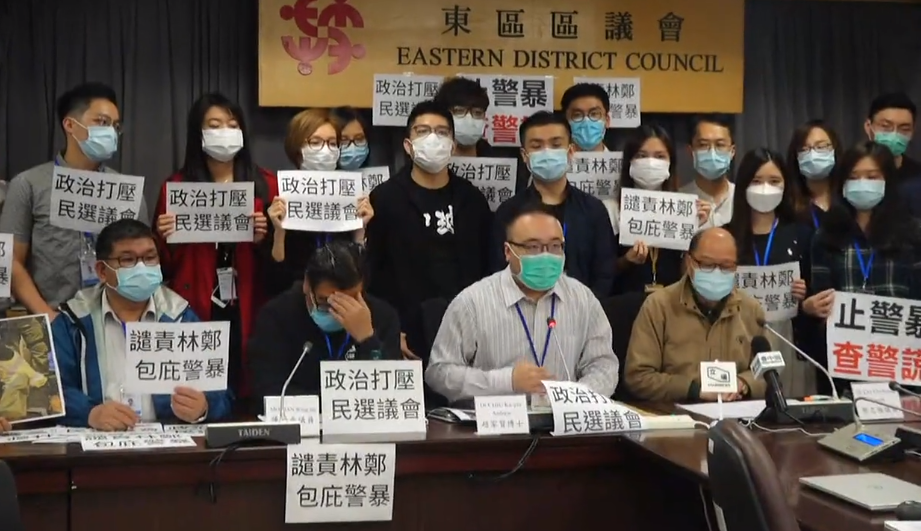
2020年3月10日，東區民主派議員譴責警務處不尊重民選議會 拒派員出席檢警會會議

2020年3月10日，東區區議會原定舉行「檢視警方執法及行動特別委員會」第三次會議，討論多項與反送中運動相關議案，包括要求警方交代8月5日晚上北角衝突中的警力問題、在11月在柴灣發射多次催淚彈的原因、於太古城和西灣河的執法行動等事件。不過民政處在會議當日早上突然向委員會成員發出電郵，稱會議的職權範圍「可能涉及全港性執法事宜」和「收到高層命令」而宣布取消會議。警務處也拒絕派員出席。區議會26名民主派議員批評警權凌駕區議會職能，政府高層打壓區議會。